# Vasili Bajenov

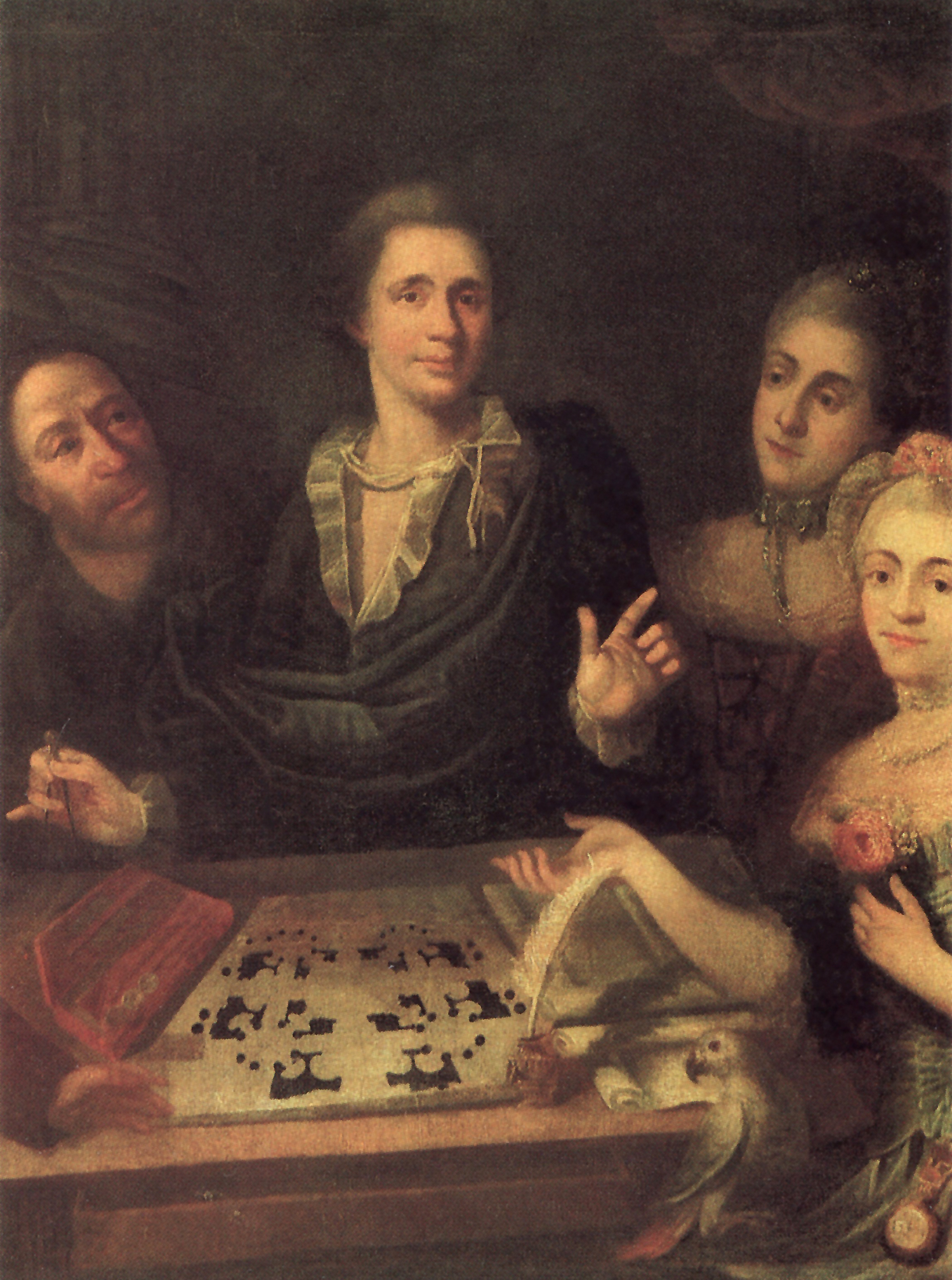
Vasili Ivanovici Bajenov şi familia sa

Vasili Ivanovici Bajenov (n. 12 martie [S.V. 1 martie] 1737 - d. 13 august [S.V. 2 august] 1799) a fost un arhitect și grafician rus neoclasic, membru al Academiei de Arte din Sankt Petersburg.
A construit, printre altele, casa Pașkov din Moscova (1784 - 1786), palatul Țarițîn (finalizat în 1785) și a creat proiectul palatului Mihailovski din Sankt Petersburg (1797 - 1796), cea mai valoroasă lucrare a sa.
Bajenov a imprimat arhitecturii ruse un caracter original, prin îmbinarea tradițiilor clasice cu elemente gotice și cu unele trăsături romantice.
A lăsat numeroase proiecte pentru Palatul Kremlinului din Moscova, în care și-au găsit expresia principiile arhitecturii perioadei clasicismului.
Concepțiile sale teoretice sunt expuse în lucrarea Scurte considerații asupra construcțiilor Kremlinului.